# Перренатна кислота
Перрена́тна кислота́, ре́нієва кислота́ — це неорганічна сполука, що має формулу Re2O7(OH2)2. Вона отримується шляхом випаровування водного розчину Re2O7. За домовленістю, ренієва кислота має формулу HReO4 та продукт з такою формулою утворюється за умов сублімації оксиду ренію (VII). Якщо розчин Re2O7 витримувати протягом місяців, з нього випадають кристали HReO4·H2O, які складаються із тетраедричних молекул ReO4− Для більшості застосувань, ренієва кислота та оксид ренію (VII) є взаємнозамінні.
Кислота утворює ряд солей — перренатів.

## Структура
Структура твердої ренієвої кислоти [O3Re-O-ReO3(H2O)2]. Цей випадок є рідким випадком координування металу до води — багато металів дають аква-оксо-комплекси:
M(O)(H2O) → M(OH)2
Газувата ренієва кислота складається із тетраедричних молекул, що відповідають формулі HReO4.

## Хімічні властивості
Ренієва кислота або її кислотний оксид Re2O7 перетворюються у гептасульфід диренію під дією сірководню:
Re2O7+ 7 H2S → Re2S7 + 7 H2O
Цей гептасульфід, що має комплексну природу, каталізує гідрогенування подвійного зв'язку і використовуються у випадку гідрогенування сірковмісних сполук. В ціх умовах каталізатори на основі благородних металів отруюються сіркою. Re2S7 також каталізує перетворення оксидів азоту на N2O.
Ренієва кислота у присутності HCl піддається відновленню в присутності тіоетерів та третинних фосфінів у комплекс Re(V), що має формулу ReOCl3L2.
Ренієва кислота разом із платиною на носії підвищує ефективність каталізаторів гідрогенізації та крекінгу для нафтової промисловості. Наприклад, силікагель імпрегнований розчином ренієвої кислоти відновлений воднем при 500 °C. Цей каталізатор використовується в дегідрогенізації спиртів, а також промотує розклад амоніаку.

## Застосування
Ренієва кислота є прекурсором для багатьох гомогенних каталізаторів, багато з яких є перспективними в багатьох застосуваннях, це виправдовує високу ціну на реній. У поєднанні із третинними арсинами, ренієва кислота є каталізатором для епоксидування алкенів пероксидом водню. Ренієва кислота каталізує також дегідратації оксимів у нітрили.
Ренієва кислота також використовується як рентгенівські мішені. Вона дуже сильно поглинає рентгенівське випромінювання.